# Tarakchiev Point
Tarakchiev Point är en udde i Antarktis. Den ligger i Västantarktis. Argentina, Chile och Storbritannien gör anspråk på området.
Terrängen inåt land är huvudsakligen kuperad, men åt sydväst är den platt. Havet är nära Tarakchiev Point åt nordväst. Trakten är obefolkad. Det finns inga samhällen i närheten. 